# FlyNordic
FlyNordic – nieistniejąca szwedzka linia lotnicza z siedzibą w Sztokholmie. Głównym węzłem był port lotniczy Sztokholm-Arlanda.
14 marca 2008 linia zaprzestała wszelkich operacji.